# 데메라라마하이카주

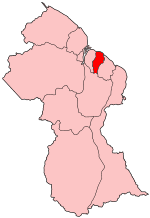
데메라라마하이카주의 위치

데메라라마하이카주(영어: Demerara-Mahaica)는 가이아나 북동부에 위치한 주로 주도는 트라이엄프이며 면적은 2,232km2, 인구는 313,429명(2012년 기준), 인구 밀도는 140명/km2이다. 북쪽으로는 대서양, 동쪽으로는 마하이카버비스주, 남쪽으로는 어퍼데메라라버비스주, 서쪽으로는 에세키보아일랜즈웨스트데메라라주와 접한다. 가이아나의 수도인 조지타운이 위치한다.